# سفيان محمود
سفيان محمود (21 أكتوبر1991-) هو لاعب كريكت عماني، يلعب مع منتخب عُمان الوطني للكريكت اختير ضمن تشكيلة فريق عُمان لبطولة تصفيات كأس العالم عام 2019.

## حياته المهنية
لعب سفيان محمود في بطولة كأس النخبة عام 2009، وظهر لأول مرة في مسابقة توينتي الدولية ضد فريق هونغ كونغ في 26 نوفمبر 2015. كما وشارك في سلسلة من ثلاث مباريات ضد الإمارات العربية المتحدة في أكتوبر 2016 ضمن القائمة الأولى. وفي عام 2018 تم اختياره ضمن تشكيلة عُمان لبطولة تصفيات كأس آسيا وفي ذات العام أختيرصمن تشكيلة عُمان لبطولة القسم الثالث من دوري الكريكيت العالمي ICC. و في مارس 2019، تم اختياره في فريق عُمان لبطولة القسم الثاني من دوري الكريكيت العالمي ICC لعام 2019 في ناميبيا في سبتمبر 2021، تم اختياره في تشكيلة عُمان الدولية ليوم واحد للجولة السادسة والجولة السابعة من دوري كأس العالم للكريكيت 2019-2023. كما وظهر لأول مرة في ODI في 19 سبتمبر 2021 مع عمان ضد نيبال. تم اختياره في تشكيلة عُمان لكأس العالم T20 للرجال 2021. في مايو 2024، تم اختياره كلاعب احتياطي في تشكيلة عُمان لبطولة كأس العالم للرجال.

## روابط خارجية
- سفيان محمود على موقع إي آس بي آن كريك إنفو (الإنجليزية)